# In Concert (Dead Can Dance)
In Concert — второй концертный альбом группы Dead Can Dance, выпущенный в апреле 2013 года лейблом PIAS Recordings.

## Об альбоме
Альбом представляет собой нарезку концертных выступлений группы в ходе американского тура в поддержку альбома Anastasis, первой совместной работы Брендана Перри и Лизы Джеррард после 16-летнего разрыва. Кроме записей композиций с альбома Anastasis, релиз включает несколько старых композиций, таких как «Nierika» (Spiritchaser), «Rakim» (Toward the Within) и «Sanvean». Релиз выпущен в нескольких форматах — 2 CD (американская версия — однодисковая), 3 LP и в цифровом виде.
Достиг 3-го места в хит-параде World Albums журнала Billboard.

## Список композиций
| №   | Название                   | Длительность |
| --- | -------------------------- | ------------ |
| 1.  | «Children of the Sun»      | 7:32         |
| 2.  | «Anabasis»                 | 6:42         |
| 3.  | «Rakim»                    | 6:15         |
| 4.  | «Kiko»                     | 8:02         |
| 5.  | «Lamma Badda»              | 4:19         |
| 6.  | «Agape»                    | 6:17         |
| 7.  | «Amnesia»                  | 6:16         |
| 8.  | «Sanvean»                  | 5:25         |
| 9.  | «Nierika»                  | 4:34         |
| 10. | «Opium»                    | 5:36         |
| 11. | «The Host of Seraphim»     | 6:13         |
| 12. | «All in Good Time (Live)»  | 7:19         |
| 13. | «Ubiquitous Mr. Lovegrove» | 5:49         |
| 14. | «Dreams Made Flesh»        | 4:23         |
| 15. | «Song to the Siren»        | 4:42         |
| 16. | «Return of the She-King»   | 7:45         |